# Theroscopus striatellus
Theroscopus striatellus är en stekelart som beskrevs av Horstmann 1997. Theroscopus striatellus ingår i släktet Theroscopus och familjen brokparasitsteklar. Inga underarter finns listade i Catalogue of Life.